# Vouvray-sur-Loir
Vouvray-sur-Loir è un comune francese soppresso e frazione del dipartimento della Sarthe nella regione dei Paesi della Loira. Dal 1º ottobre 2016 si è fuso con i comuni di Montabon e Château-du-Loir per formare il nuovo comune di Montval-sur-Loir.

## Società

### Evoluzione demografica
Abitanti censiti